# Marizópolis
Marizópolis este un oraș în Paraíba (PB), Brazilia.